# Diastoma nubilella
Diastoma nubilella är en fjärilsart som beskrevs av Heinrich Benno Möschler 1881. Diastoma nubilella ingår i släktet Diastoma och familjen plattmalar. Inga underarter finns listade i Catalogue of Life.